# Státní zdravotní ústav
Státní zdravotní ústav (SZÚ) je příspěvkovou organizací ministerstva zdravotnictví, které pro něj vytváří odborné zázemí. Ústav je zodpovědný za epidemiologii, hygienu, ochranu veřejného zdraví, toxikologii a výzkum infekčních chorob a spolupracuje s různými mezinárodními organizacemi, jako je Světová zdravotnická organizace (WHO) nebo Evropské středisko pro prevenci a kontrolu nemocí (ECDC). 
SZÚ má dlouhou historii spjatou se zajišťováním veřejného zdraví v Československu a později v České republice. Jeho historie sahá až do dvacátých let 20. století, kdy byl založen jako klíčová instituce v oblasti zdravotní osvěty, výzkumu a epidemiologie. Významnou roli sehrál během pandemie covidu, kdy poskytoval data, odborné analýzy a doporučení.
SZÚ sídlí v Praze a v jeho čele stojí ředitel, kterého jmenuje a odvolává ministr zdravotnictví na návrh hlavního hygienika. SZÚ připravuje podklady týkající se zdravotní politiky a metodik v oblasti ochrany veřejného zdraví. Nachází se v sousedství areálu Fakultní nemocnice Královské Vinohrady a historicky byl svázán s Lékařskou fakultou hygienickou UK v Praze.

## Založení ústavu
Po vzniku Československé republiky byla zdravotní péče, kterou Československo převzalo po Rakousku-Uhersku, zastaralá a neefektivní. Státní zdravotní správa měla jen minimální odborné zázemí, které tvořily malé univerzitní ústavy, například hygienické ústavy na Karlově univerzitě a Německé univerzitě v Praze. Tyto instituce však nebyly schopné plnit nové úkoly, které si veřejné zdravotnictví v nové republice žádalo. V populaci existovala vysoká incidence infekcí, zejména břišního tyfu, záškrtu, spalniček a  tuberkulózy, a ještě po dlouhá léta byla hlavní příčinou úmrtí. Nejdůležitějším důvodem pro vznik nového státního ústavu pro otázky veřejného zdraví byl proto boj proti infekčním chorobám. Jeden malý Ústav pro výrobu očkovací látky proti neštovicím se nacházel v Jindřichově Hradci, ale to zdaleka nestačilo. Všechny očkovací látky a séra bylo nutné dovážet ze zahraničí, ale jejich kvalita nebyla zaručena, protože neexistoval žádný kontrolní ústav. V oblasti kontroly potravin byly ústavy jen v Praze, zatímco v dalších částech republiky zcela chyběly.
Na vzniku SZÚ se podílely finanční prostředky Československé republiky a Mezinárodní zdravotní úřad Rockefellerovy nadace v New Yorku. Československé vládě se podařilo, také díky Tomáši Garrigue Masarykovi, vyjednat velkorysou finanční a odbornou podporu pro vybudování laboratorní a výrobní infrastruktury nového ústavu. Řada předních odborníků odjela na stáže do Spojených států amerických, aby se seznámili s nejmodernějšími poznatky a přístupy k ochraně veřejného zdraví. Po úspěšných jednáních s Rockefellerovou nadací bylo počátkem listopadu 1920 rozhodnuto, že ústav bude vybudován v Praze, na pozemcích vedle vinohradské nemocnice, a v lednu 1921 byl nadaci zaslán předběžný návrh na zřízení ústavu. Po pokračujících jednáních bylo 12. července 1921 uzavřeno mezi ministerstvem zdravotnictví a Rockefellerovou nadací memorandum o dohodě o financování výstavby SZÚ. Výkonný výbor nadace se zaručil poskytnout na vybudování ústavu 26 984 600 Kč a ministerstvo zdravotnictví se zavázalo, že uvolní na výstavbu nejméně 23 471 700 Kč. Doba financování výstavby byla stanovena na šest let.
Ministerstvo zdravotnictví zakoupilo v září 1921 od Vinohradské záložny za 3 450 000 Kč neparcelované pozemky na západ od vinohradské nemocnice mezi třídou Korunní a Ruskou o výměře 12,5 ha. Výstavba byla zahájena koncem roku 1922. K slavnostnímu otevření ústavu došlo 5. listopadu 1925, hotovo bylo šest budov z projektovaných devatenácti. Zakládající listina byla signována prezidentem T. G. Masarykem. V gesci ústavu bylo dle zákona č. 218/1925 Sb. zajišťovat pro státní správu „odborné vědecké práce a zkoumání potřebná k účinným zdravotním opatřením a podporovat výchovu v preventivní medicíně.“ Další náplní byla produkce očkovacích látek a sér, stejně jako dohled nad léčivy. Čistotou kvality pitné vody se zde zabýval RNDr. Emanuel Purkyně, jako nejspíš vůbec první odborník v Československu.

## Problémy a činnost prvních let
Založení ústavu bylo slavnostní událostí, ale skutečné výzvy teprve přicházely. Výstavba dalších budov pokračovala řadu let po slavnostním otevření ústavu, až do roku 1936,  zahrneme-li do ní i Školu sester zdravotní a sociální péče (dnešní Institut postgraduálního vzdělávání zdravotníků). Bylo nutné rozšířit tým pracovníků, zajistit dostatečné financování mezd, zlepšovat výrobu sér a vakcín a zajistit jejich kontrolu i distribuci. Bylo třeba také budovat nová, dosud neexistující oddělení a shánět pro ně odborníky i další zaměstnance. Administrativa ústavu byla velmi omezená a nestačila na potřeby odborné práce. Velkou komplikací bylo začlenění klíčových činností důležitých pro zdravotní správu do SZÚ – bakteriologické diagnostiky a kontroly potravin a léčiv. Tento krok narážel na odpor univerzit, které tyto aktivity dosud vykonávaly. V prvních letech sehrál klíčovou roli první ředitel ústavu prof. Pavel Kučera, který dokázal prosadit jeho hlavní zaměření a zároveň řešit nespočet praktických problémů. Navzdory všem počátečním obtížím se aktivity ústavu rychle rozvíjely a brzy se staly klíčovými nejen pro zdravotnictví, ale i pro vědecký pokrok.
Ve třicátých letech 20. století se struktura SZÚ po překonání nesnází integračních procesů ustálila a po řadu let se ústav skládal z následujících oddělení:
- I. oddělení – séroterapeutické
- II. oddělení - pro výrobu očkovací látky proti neštovicím
- III. oddělení - pro biologickou kontrolu léčiv
- IV. oddělení –  pro bakteriologickou a sérologickou diagnostiku
- V. oddělení – pro sociální hygienu
- VI. oddělení – pro zdravotní výchovu a propagaci
- VII. oddělení - ústav pro zkoumání potravin
- VIII. oddělení - ústav pro zkoumání léčiv
- Dvůr Bohumile - chov zkušebních zvířat, hlavně koní pro výrobu sér a vakcín I. a II. oddělení
- Škola pro sestry sociálně-zdravotní péče, v roce 1936 byla převedena do resortu školství.

Dvůr Bohumile byl zvláštní součástí SZÚ, tuto zemědělskou usedlost včetně okolních pozemků odkoupil stát od Lichtenštejnů v roce 1923. Sloužil k výrobě sér a vakcín z velkých hospodářských zvířat a zajišťoval podmínky pro jejich chov a související zemědělskou produkci.
Po otevření ústavu byla dominantní činností výroba léčivých sér a očkovacích látek, nejprve se zde vyráběla séra proti záškrtu a tetanu. V letech 1926–1927 se sem přesunula z Jindřichova Hradce výroba vakcíny proti neštovicím a proti vzteklině. Výroba sér a vakcín dosáhla vrcholu v roce 1938. V suterénu hlavní budovy (č. 11) bylo v červnu 1932 otevřeno hygienické muzeum s devíti expozicemi: 1. Pohlavní choroby, 2. Výživa, 3. Alkoholizmus, 4. Zhoubné nádory, 5. Průmyslová hygiena, 1. část – zábrana úrazům, 6. Metody zdravotnické propagace, 7. Tuberkulóza, 8. Infekční nemoci a 9. Složení těla. V roce 1933 byl ústav v podstatě dobudován a v provozu byla témeř všechna pracoviště. V září 1938 se v SZÚ pořádal velký mezinárodní farmakologický kongres o léčivých rostlinách.
Cílem SZÚ bylo rychle a přesně informovat lékaře o novinkách v jeho činnosti, zejména o imunizačních metodách, léčivech, jejich distribuci a cenách. Proto vznikly Zprávy, které vycházely 1–2krát měsíčně (s výjimkou července a srpna) jako bezplatná příloha  Časopisu lékařů českých, Praktického lékaře a v německém překladu Beiträge zur ärztlichen Fortbildung. Zakladatelem a redaktorem Zpráv byl významný imunolog a propagátor moderních léčebných metod Bohuslav Feierabend. V roce 1930 dosáhl ústav takové úrovně, že mohl vydávat vlastní vědecký časopis. Začal proto čtvrtletně publikovat časopis ve francouzštině „Les Travaux de l’Institut d’hygiène publique de l’État Tchécoslovaque“, jehož cílem bylo informovat zahraniční vědce o výsledcích výzkumu. Časopis vycházel v nákladu 500 výtisků a hned v prvním roce byl rozeslán na 270 adres s nabídkou výměny. Tato výměna probíhala po dobu devíti let, než byl časopis na konci roku 1938 zrušen. Ústav zaměstnával celkem 161 lidí, kromě ředitele, 12 vědeckých sil, 42 laboratorních, účetních a kancelářských sil také 107 zřízenců a námezdních pracovníků. 

## Válečná léta
Po německé okupaci přestal SZÚ být ústavem Československé republiky. Na Slovensku vznikl vlastní ústav, který ale nevyráběl séra ani očkovací látky. SZÚ v Praze se  přejmenoval na Zdravotní ústav Protektorátu Čechy a Morava (Gesundheitsanstalt des Protektorates Böhmen und Mähren) a spadal pod kontrolu okupační zdravotní správy. Po zrušení vysokých škol byl ke Zdravotnímu ústavu přiřazen mikrobiologický ústav české lékařské fakulty UK. Séra a vakcíny se vyráběly pod přísným dohledem německých úřadů, které zavedly říšskoněmecké standardy a systém kontroly. Produkce byla zaměřena na válečné potřeby, což vedlo ke zrušení výroby alergenů, ale podařilo se zachovat výrobu autovakcín. Díky osobním kontaktům českých odborníků Vaníčka a Mlčochové s představiteli Behringwerke se podařilo v ústavu zachovat určitou nezávislost výroby až do konce roku 1944.
Okupace přinesla mnoho změn v personálním obsazení ústavu. Ředitel prof. Hynek Pelc umožnil přijetí odborníků a studentů z českých vysokých škol, které byly uzavřeny po demonstracích v roce 1939. Úředním jazykem se stala němčina, která byla povinná i v korespondenci. Zaměstnanci museli absolvovat kurzy zakončené zkouškou. Zprávy Zdravotního ústavu během okupace téměř přestaly vycházet, což ztížilo informování lékařů o nových postupech, opatřeních a výrobcích.  Ředitel Pelc byl za heydrichiády popraven 2. července 1942 na Kobyliské střelnici.
Během pražského povstání ústav dodával na bojiště sérum proti gangréně a tetanu. Mnoho lidí darovalo krev, ze které se připravilo přes 230 konzerv. Po osvobození ústav zásoboval stát séry a vakcínami pro bývalé vězně a lidi vracející se z nucených prací z Německa. Pro Terezín, kde vypukla epidemie dyzentérie, bylo vyrobeno 916 litrů bakteriofága a tisíce dávek vakcín proti tyfu.

## Období 1945 – 1991
Obnovený Státní zdravotní ústav byl zřízen v roce 1945 při ministerstvu zdravotnictví. Zároveň došlo k obnovení vydávání Zpráv se stejnou redakcí a úpravou jako před válkou. Vydávaly se do roku 1948. Ústav se zaměřoval na vývoj vakcín, monitorování hygienických podmínek a řešení průmyslových rizik (například expozice chemickým látkám) a byl významnou institucí, která podporovala státní zdravotnickou politiku, včetně centralizovaných opatření proti šíření infekcí a pro rozvoj hygienických standardů.
Zákonem č. 70/1949 Sb. byl SZÚ reorganizován a jeho název změněn na Státní zdravotnický ústav. Sídlo ústavu bylo v Praze, oblastní ústav pro Slovensko měl sídlo v Bratislavě a ve větších městech se nacházely pobočky ústavu. Související nařízení ministra vzaly řediteli významnou část pravomocí (řízení odborné činnosti  a rozhodování o podstatných personálních věcech) a daly je ministerstvu. Nesystémový zákon byl jedním z důvodů, proč došlo k částečné atomizaci pracoviště a osamostatnění několika ústavů pod Ministerstvo zdravotnictví ČSR. K 1. dubnu 1949 se naplnily dávné snahy I. oddělení  SZÚ, osamostatnila se výroba sér a očkovacích látek a vznikl národní podnik Biogena pod jehož správu spadal i dvůr Bohumile. Výroba penicilinu ve své přípravné fázi byla přesunuta do Roztok u Prahy a dala základ národnímu podniku Penicilin. Dne 1. ledna 1950 byl z II. odboru vyčleněn do ministerstva zemědělství veterinární ústav. K 1. lednu 1951 byly sloučeny potravinářské pobočky ústavu s epidemiologickými stanicemi a následující rok z nich vznikly Krajské hygienickoepidemiologické stanice. 

### Zrušení ústavu
Reformy vyvrcholily úplným zrušením ústavu výnosem ministerstva zdravotnictví ze dne 4. června 1952, který SZÚ zpětně rušil k 1. květnu 1952. Z jeho někdejších odborů vznikly samostatné organizace ministerstva – Ústav hygieny, Ústav epidemiologie a mikrobiologie, Státní ústav pro kontrolu léčiv, Výzkumný ústav zdravotnické osvěty a Výzkumný ústav tuberkulózy.

#### Ústav hygieny
Ústav hygieny vznikl z původních oddělení I. odboru SZÚ, mezi která patřila například hydrobiologické oddělení, oddělení kontroly potravin a hygieny výživy či hygieny bydlení. Postupně byla zřízena nová oddělení, například hygieny ovzduší, půdy, sídlišť a bydlení. V letech 1953–54 bylo založeno oddělení školní hygieny (později přejmenované na hygienu dětí a dorostu) a také nový základ oddělení hygieny výživy. V období 1954–55 pak přibylo malé oddělení osobní hygieny. Ředitelem ústavu byl doc. MUDr. Karel Symon.
V budově ústavu se nacházely i katedry hygieny lékařské fakulty hygienické. Ústav hygieny měl za úkol provádět výzkum pro tvorbu norem a metodických postupů, pomáhat hlavnímu hygienikovi s řízením hygienicko-epidemiologické služby, školit odborníky, šířit osvětu a připravovat odborná stanoviska pro ministerstvo.
Organizačně se ústavu dělil do pěti hlavních odborů:
- I. Hygiena všeobecná a komunální
- II. Hygiena školní
- III. Hygiena výživy a dalších potřeb
- IV. Konzultačně-expertizní, metodický a výchovný odbor
- V. Vývojově-technický odbor s pomocnými dílnami

#### Ústav epidemiologie a mikrobiologie
Ústav epidemiologie a mikrobiologie vznikl z III. odboru SZÚ a jeho prvním ředitelem byl doc. MUDr. Karel Raška. Mezi hlavní úkoly ústavu patřil epidemiologický a mikrobiologický výzkum infekčních nemocí, tvorba jednotných metod, odborná podpora hlavního hygienika při řízení hygienicko-epidemiologických stanic, školení specialistů a příprava odborných posudků v oblasti epidemiologie a mikrobiologie.
Výzkumná činnost ústavu byla rozdělena do tří hlavních odborů:
- I. Epidemiologický a mikrobiologický výzkum
- II. Metodický, standardizační, konzultační a expertní odbor
- III. Výzkum dezinfekce, dezinsekce a deratizace

Administrativní agendu zajišťovalo přibližně deset pracovníků.

#### Výzkumný ústav tuberkulózy
Do nově vzniklého Ústavu epidemiologie a mikrobiologie přešla všechna oddělení z III. odboru zrušeného SZÚ s výjimkou oddělení pro výzkum a diagnostiku tuberkulózy, které se stalo detašovaným pracovištěm Výzkumného ústavu tuberkulózy se sídlem v nemocnici na Bulovce v Praze 8.

#### Ústav hygieny práce a chorob z povolání
V roce 1952 vznikl z Ústavu pracovního lékařství Ústav hygieny práce a chorob z povolání. V roce 1963 se přemístil z několika lokalit v Praze do nově postavené budovy č. 23. V roce 1953 byla v ústavu založena pracovní skupina hygieny záření, která se zaměřovala na hygienické zabezpečení rentgenových pracovišť. Postupně rozšířila svou činnost na radiobiologický výzkum, ochranu pracovníků na pracovištích se zářiči, jejichž počet rychle rostl, a také na dozimetrii malých dávek záření.

#### Ústav hygieny záření
Pracovní skupina hygieny záření byla 25. března 1965 vyčleněna z Ústavu hygieny práce a chorob z povolání a vznikl samostatný Ústav hygieny záření. V roce 1967 pak získal novou budovu s experimentálními prostory označenou jako č. 23A.

### Institut hygieny a epidemiologie
Roku 1971 došlo ke spojení jednotlivých ústavů (Ústav hygieny, Ústav hygieny práce a chorob z povolání, Ústav hygieny záření, Ústav epidemiologie a mikrobiologie, část Výzkumného ústavu tuberkulózy a Technicko-hospodářská správa) v jedinou vědecko-výzkumnou instituci ministerstva zdravotnictví, která nesla jméno Institut hygieny a epidemiologie. Institut se skládal z několika ústavů, které se později přejmenovaly na centra.
- Ústav hygieny obecné a komunální
- Ústav hygieny dětí a dorostu
- Ústav hygieny výživy
- Ústav hygieny práce a chorob z povolání
- Ústav hygieny záření
- Ústav hygieny a epidemiologie

Institut měl kolem 950 zaměstnanců a jeho další útvary byly: pracoviště mikrobiologie tuberkulózy, pracoviště dezinfekce, dezinsekce a deratizace, útvar vědecko-technických informací, matematické statistiky a programování, vývojové dílny, laboratoř pokusných zvířat, přípravna půd a umývárny, pracoviště elektronové mikroskopie a  technickoekonomický úsek.
Institut sloužil také jako výuková základna Lékařské fakulty hygienické (dnešní 3. LF UK) a Institutu pro další vzdělávání lékařů a farmaceutů a byl odbornou základnou hlavního hygienika ČR a konzultačním centrem pro hygienickou službu. Ministerstvo zdravotnictví zde zřídilo 35 národních referenčních laboratoří a pracovalo zde také pět mezinárodních spolupracujících center Světové zdravotnické organizace (WHO).

## Obnovení SZÚ

### Období 1992 – 2003
Státní zdravotní ústav byl obnoven v lednu 1992 rozhodnutím ministra zdravotnictví Martina Bojara. Jeho posláním bylo chránit a podporovat veřejné zdraví, prevence nemocí a sledování vlivu prostředí na zdravotní stav obyvatelstva. Začal se více zaměřovat na civilizační choroby, životní styl, životní prostředí a vliv moderních technologií na zdraví.
V letech 1992–1994 v SZÚ působilo sedm spolupracujících center WHO a 51 národních referenčních center a laboratoří. Statut SZÚ byl roku 1996 přepracován. Centrum hygieny záření bylo vyčleněno do resortu ministerstva průmyslu a obchodu a změnilo název na Státní ústav radiační ochrany. Do SZÚ bylo začleněno Národní centrum podpory zdraví. V roce 2003 se SZÚ stal příspěvkovou organizaci ministerstva, do té doby byl organizací rozpočtovou.
V 90. letech došlo k výraznému zlepšení vzhledu areálu. Vybudovalo se několik nových budov, byly opraveny chátrající fasády, které dostaly světlý nátěr podle požadavků památkové péče, a také byly opraveny nebo vyměněny střešní krytiny budov. Výrazně se zlepšil i stav přilehlé zeleně a parkových ploch.
V únoru 1996 ministerstvo zdravotnictví i parlament schválily dodatečné investice na výstavbu nové budovy veterinárních služeb. Nová technologicky pokročilá budova, která umožňovala automatickou regulaci mikroklimatu a zajišťovala sterilní prostředí, byla dokončena v roce 1998 a stala se nejmodernějším zařízením svého druhu v České republice. Nový objekt soustředil experimentální práci se zvířaty na jednom místě a přispěl k efektivnějšímu využití personálu, vytápění i dalších zdrojů.

### Období od roku 2004
Po vstupu do Evropské unie se ústav podílel na implementaci evropských právních předpisů do české legislativy a tvorbě nových předpisů vycházejících z českých norem (např. v oblasti zdravotní nezávadnosti hraček). Během českého předsednictví v Radě EU připravili jeho odborníci evropské legislativní normy na úseku ochrany veřejného zdraví.

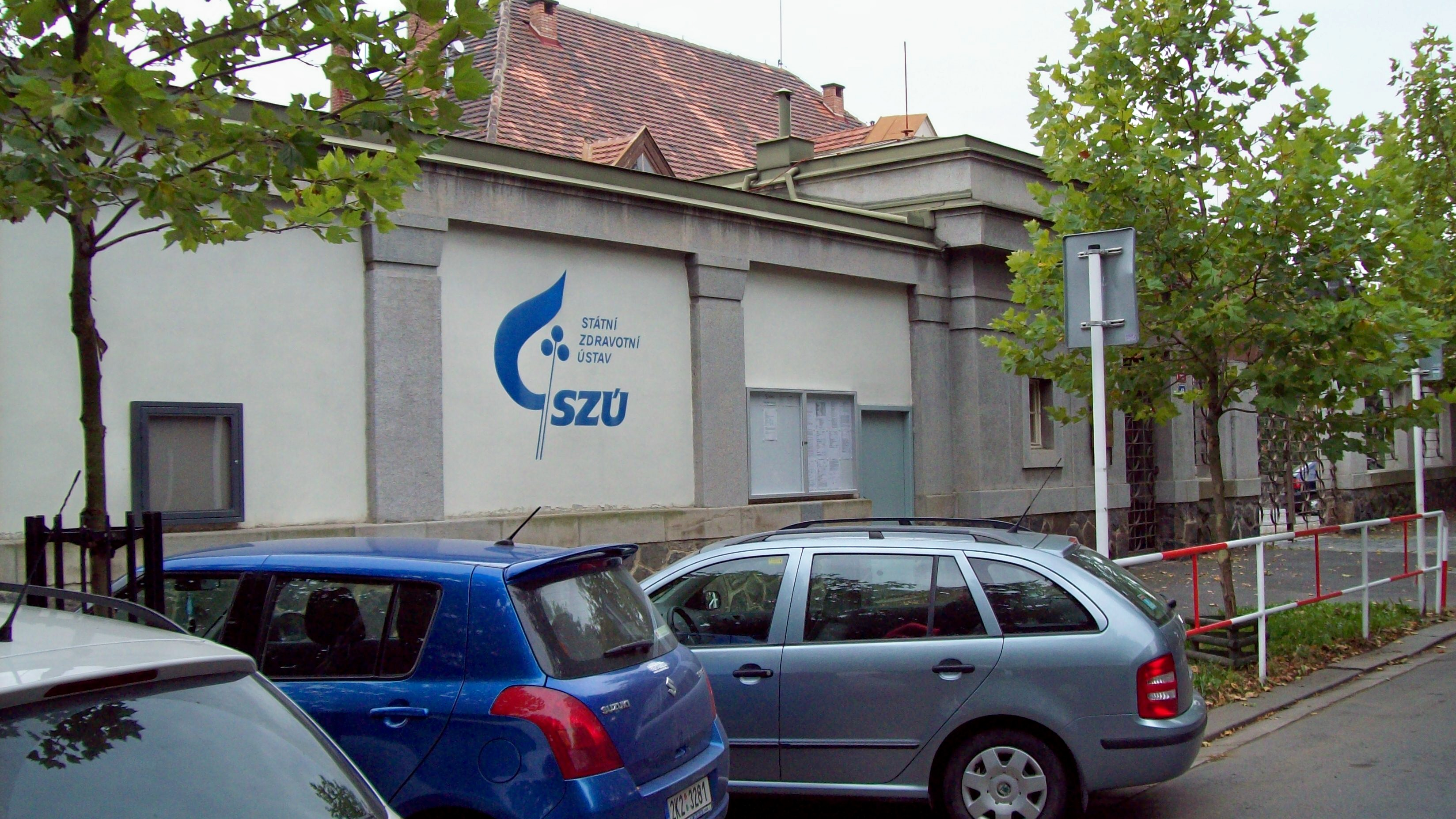
Státní zdravotní ústav ze Šrobárovy ulice (2010)

SZÚ tvoří následující oborová centra:
- Centrum epidemiologie a mikrobiologie

- Centrum podpory veřejného zdraví
- Centrum zdraví a životního prostředí
- Centrum zdraví, výživy a potravin
- Centrum toxikologie a zdravotní bezpečnosti
- Centrum hygieny práce a pracovního lékařství
- Národní referenční pracoviště

V roce 2018 rezignovala na svůj post ředitelka Jitka Sosnovcová, kdy byla zveřejněna zpráva z kontroly NKÚ, který našel velké pochybení v hospodaření ústavu.
Státní zdravotní ústav hraje zásadní roli v českém veřejném zdravotnickém systému. Sdružuje desítky specializovaných center, laboratoří a pracovišť, která se zaměřují na laboratorní analýzy i hodnocení faktorů ovlivňujících veřejné zdraví. Kromě výzkumu se věnuje také vzdělávání – jeho odborníci vyučují na různých stupních vzdělávacího systému, od pregraduálního, přes postgraduální a specializační až po celoživotní studium. Aktivně také přispívají ke zdravotní osvětě například pořádáním seminářů či vydáváním odborných materiálů. Mezinárodní prestiž ústavu potvrzuje jeho členství v řadě mezinárodních organizacích a zapojení do mnoha evropských a světových projektů.

## Kontroverze v době covidu
Ředitel Pavel Březovský vedl SZÚ od října 2018 a už v roce 2021 byl okolnostmi nucen rezignovat na svůj post. Důvodem bylo, že ústav pod jeho vedením rozdělil tisícovku vakcín mezi své zaměstnance a jejich příbuzné. Většina z nich přitom na vakcínu neměla podle vládní očkovací strategie tou dobou nárok.

## Poslání ústavu
Státní zdravotní ústav je příspěvkovou organizací ministerstva zdravotnictví. Jeho postavení a úkoly jsou stanoveny § 86 zákona č. 258/2000 Sb.,o ochraně veřejného zdraví a o změně některých souvisejících zákonů, ve znění pozdějších předpisů, a opatřením ministryně zdravotnictví čj: 31334/2002 ze dne 17. 12. 2002. Statutárním orgánem ústavu je ředitel, kterého jmenuje a odvolává na návrh hlavního hygienika České republiky ministr zdravotnictví. Sídlem ústavu je Praha. V § 86 citovaného zákona se uvádí, že ústav se zřizuje k přípravě podkladů pro národní zdravotní politiku, pro ochranu a podporu zdraví, k zajištění metodické a referenční činnosti na úseku ochrany veřejného zdraví, k monitorování a výzkumu vztahů životních podmínek a zdraví, k mezinárodní spolupráci, ke kontrole kvality poskytovaných služeb k ochraně veřejného zdraví, k postgraduální výchově v lékařských oborech ochrany a podpory zdraví a pro zdravotní výchovu obyvatelstva. Státní zdravotní ústav je zdravotnické zařízení a je oprávněn zpracovávat za účelem přípravy podkladů pro tvorbu státní zdravotní politiky a sledování dlouhodobých trendů výskytu infekčních a jiných hromadně se vyskytujících onemocnění údaje o zdraví fyzických osob v souvislosti s předcházením vzniku a šíření infekčních onemocnění, ohrožení nemocí z povolání a jiných poškození zdraví z práce, o expozici fyzických osob škodlivinám v pracovním a životním prostředí a o epidemiologii drogových závislostí a předávat je orgánům ochrany veřejného zdraví.

## Ředitelé SZÚ

### Státní zdravotní ústav (1925–1939)
- prof. MUDr. Pavel Kučera (1925–1928)
- doc. MUDr. Bohumil Vacek (1928–1937)
- prof. MUDr. Hynek Pelc (1938–1939)

### Zdravotní ústav Protektorátu Čechy a Morava
(ústav pod kontrolou německé zdravotní správy)
- prof. MUDr. Hynek Pelc (1940)
- Prof. MUDr. Pesch (1941)
- doc. MUDr. Otto Schubert (1941–1945)

### Státní zdravotní ústav, Státní zdravotnický ústav
- prof. MUDr. Vilém Hons (1945–1952)

### Institut hygieny a epidemiologie
V letech 1952–1970 byl ústav rozdělen na samostatné ústavy – Ústav hygieny, Ústav hygieny práce a chorob z povolání, Ústav epidemiologie a mikrobiologie. V roce 1971 byly ústavy sloučeny v Institut hygieny a epidemiologie:
- prof. MUDr. František Janda, CSc. (1971–1980)
- prof. RNDr. Bohumír Rosický, DrSc. (1980–1989)
- prof. MUDr. Bohumil Ticháček, DrSc. (1990–1992)

### Státní zdravotní ústav (od r. 1992)
- prof. MUDr. Bohumil Ticháček, DrSc. (1992–1994)
- doc. MUDr. Jaroslav Kříž (1994–2001)
- MUDr. Michael Vít, Ph.D. (2001–2002)
- MUDr. Jaroslav Volf, Ph.D. (2003–2008)
- MUDr. Milan Bořek (2008 – 17.11.2009)
- Ing. Jitka Sosnovcová (18.11.2009 – 20.2.2018)
- MUDr. Pavel Březovský, MBA (říjen 2018 – 14. 1. 2021[10])
- MUDr. Barbora Macková (15. 1. 2021 pověřena řízením[11], v dubnu 2021 jmenována ředitelkou[12])